# Reloj astronómico

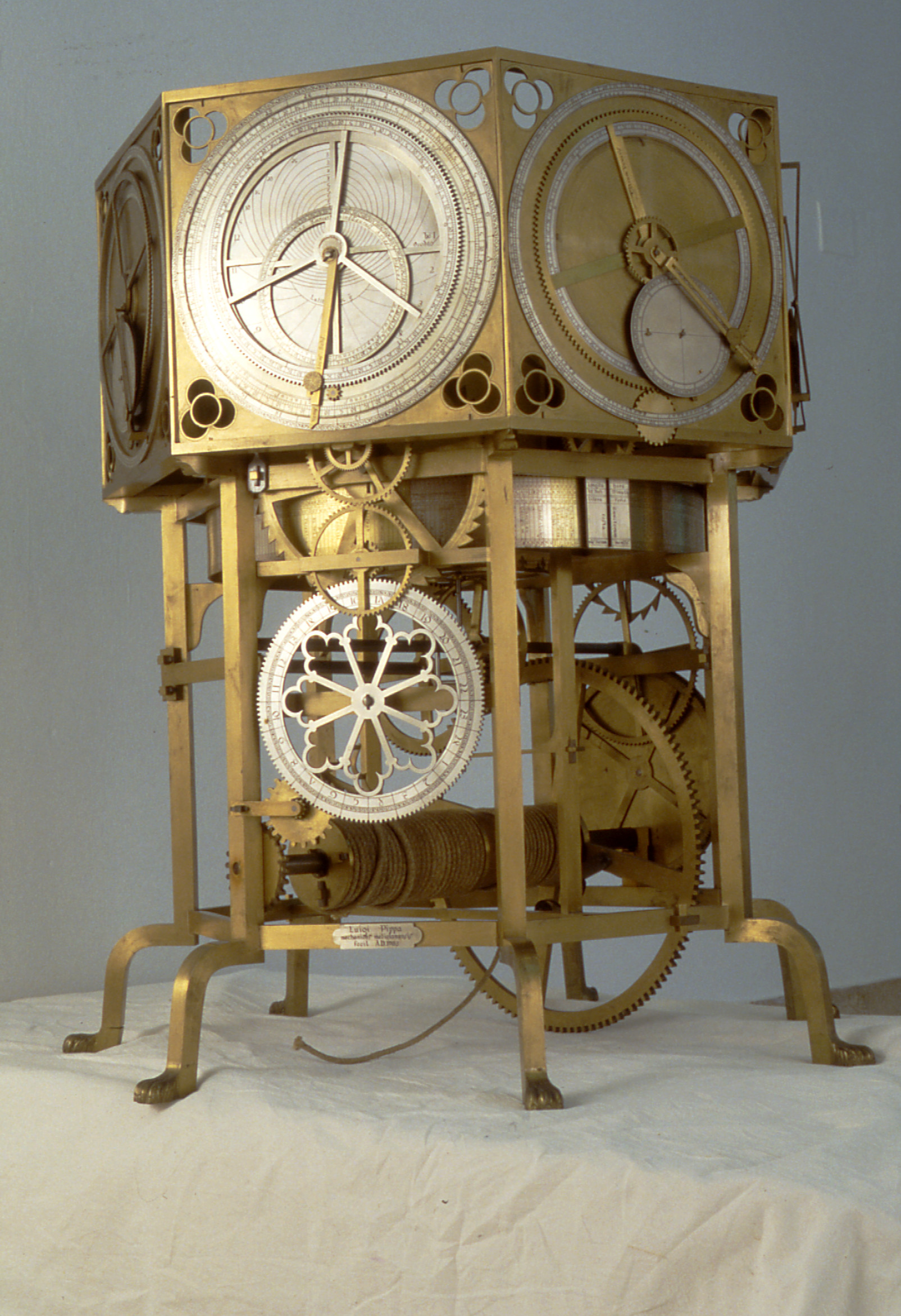
El astrario hecha por Giovanni Dondi dell'Orologio,. Reconstrucción, Museo Nacional de Ciencia y Tecnología Leonardo da Vinci, Milán.

Un reloj astronómico es una clase de reloj que nos informa de las posiciones relativas del Sol, la Luna, las constelaciones del zodíaco y los planetas mayores, así como de todo tipo de informaciones cíclicas como son la duración del día y de la noche, fechas de los eclipses lunares y solares, fechas de la Pascua y otras festividades religiosas, fecha y horas de las mareas, la hora solar, las fechas de los solsticios, los cambios de estación, la representación animada del sistema solar, salida y puesta del sol y luna... decorando todo ello con variedad de símbolos religiosos, culturales, artísticos o científicos.
Uno de los relojes más famosos de este tipo es el Reloj Astronómico de Praga, República Checa, cuya parte central se completó en 1410. Otros magníficos relojes son los del Torrazzo de Cremona (que con sus 8 metros de diámetro es el cuadrante más grande del mundo), Beauvais, Besançon, Estrasburgo, Berna, Venecia, Wells, Munster, Lyon, Lier, Rostock, Stralsund, Hampton Court (Londres), Exeter, Olomouc, Gdansk, Lund, Brescia, Mantua y Mesina, cuyo mecanismo de 48 metros de altura lo convierte en el reloj astronómico más grande del mundo.
Véase también el mecanismo de Anticitera.

## Historia
Una investigación realizada entre 2011 y 2012 permitió que un grupo de investigadores postularan que los relojes astronómicos europeos descendían de la tecnología del mecanismo de Anticitera.
En el siglo XI, el horólogo, ingeniero mecánico y astrónomo Su Song de la dinastía china Song creó un reloj astronómico impulsado por el agua como reloj de la torre de la ciudad de Kaifeng. Su Song es reconocido por haber incorporado un mecanismo de escape apoyado de la esfera armilar y la primera cadena de transmisión de potencia infinita para el reloj de la torre de Kaifeng (Para más información véase reloj de agua). Astrónomos e ingenieros musulmanes contemporáneos también construyeron una variedad de relojes astronómicos altamente precisos para uso en sus observatorios, como el reloj del castillo (un reloj astronómico impulsado por agua) de Al-Jazarí en 1206, y el reloj astrolábio de Ibn al-Shatir en los inicios del siglo XIV.
El desarrollo temprano de relojes mecánicos en Europa no ha sido comprendido totalmente, sin embargo, se ha establecido que para 1300-1330 existieron relojes mecánicos (impulsados por peso más que agua y utilizando un mecanismo de escape) que cumplían dos propósitos principales:
- Para señalización y notificación (p. ej. Del calendario de servicios y eventos públicos)
- Y para modelar el sistema solar

Este último propósito es inevitable ya que el astrolabio fue utilizado por astrónomos y astrólogos, y por lo tanto resultaba lógico aplicar un mecanismo de relojería a la placa giratoria para producir un modelo que reprodujera el sistema solar.

Al respecto, el escritor medieval Lynn White Jr escribió:
“La mayoría de los primeros relojes no eran precisamente cronómetros sino exhibiciones del patrón del cosmos… Claramente los orígenes del reloj mecánico se encuentran en un complejo reino de astrolabios monumentales, planetarios, ecuatorianos y orientados."
Los relojes astronómicos desarrollados por Richard de Wallingford en St. Albans durante los 1330, y por Giovanni de Dondi en Padua entre 1348 y 1364 son piezas maestras de este tipo. Ya no existen actualmente, pero las descripciones detalladas de su diseño y construcción sobreviven y se han elaborado reproducciones modernas de los mismos. Se presume que el reloj de Wallingford mostraba el sol, la luna (edad, fase y nodo), las estrellas y los planetas, además de que tenía una rueda de la fortuna y un indicador del estado de la marea en el Puente de Londres. El reloj de Dondi era una construcción de siete caras con 107 partes móviles, y mostraba las posiciones del sol, de la luna y de cinco planetas; así como días festivos de carácter religioso.
Ambos relojes y otros similares probablemente eran menos precisos de lo que sus diseñadores hubieran deseado. Si bien los radios de los engranes pudieran ser exquisitamente calculados, la fabricación de los mismos estaba más allá de las habilidades mecánicas de la época, por lo que nunca trabajaron de manera confiable. Adicional a ello, en contraste con el avanzado e intrincado trabajo de engranaje, el mecanismo de cronometraje hasta el siglo XVI en casi todos estos relojes consistió de un simple barrido y un mecanismo de escape, el cual presentaba errores de cuando menos media hora por día.
Los relojes astronómicos se construyeron como piezas de demostración o exhibición, tanto para impresionar como para educar e informar. Que los relojeros tomaran el reto de construir estas obras maestras buscaba demostrar su habilidad técnica y la riqueza de sus patrones. El mensaje filosófico de un universo ordenado por los cielos, acorde con el punto de vista gótico, ayuda a explicar su popularidad. 
Ya durante el siglo XVIII, el creciente interés por la astronomía despertó el interés por los relojes astronómicos, no tanto por el mensaje filosófico, sino por la información astronómica que podían mostrar estos relojes regulados por el péndulo.

## Tecnología actual
Existen relojes astronómicos también llamados interruptores horarios. El reloj calcula automáticamente la hora de salida y de puesta del sol en función de la posición geográfica en la que está ubicado. Esto nos permite ahorrar energía en el alumbrado público y en el encendido de escaparates.

## Galería

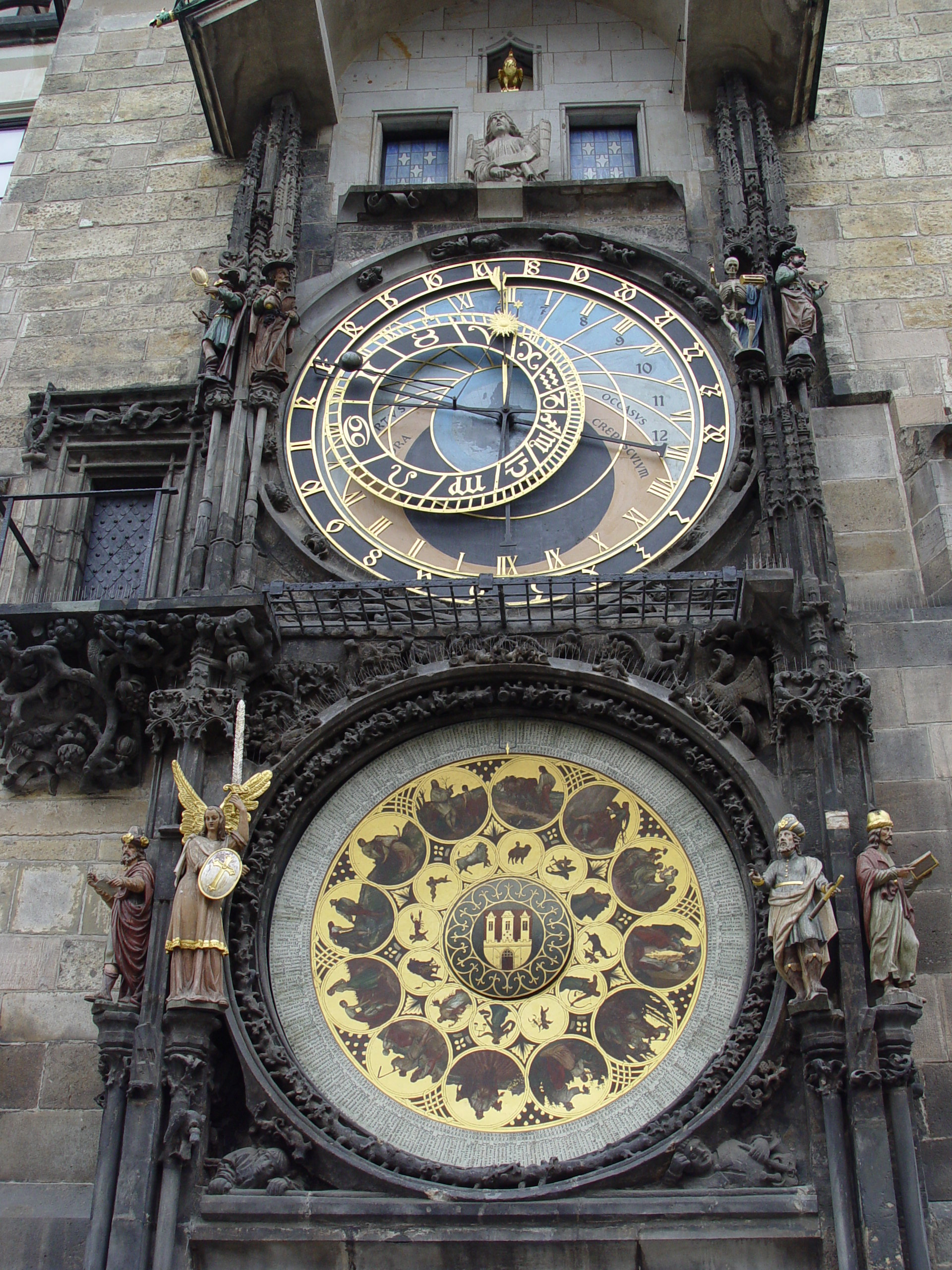
Reloj astronómico de Praga.
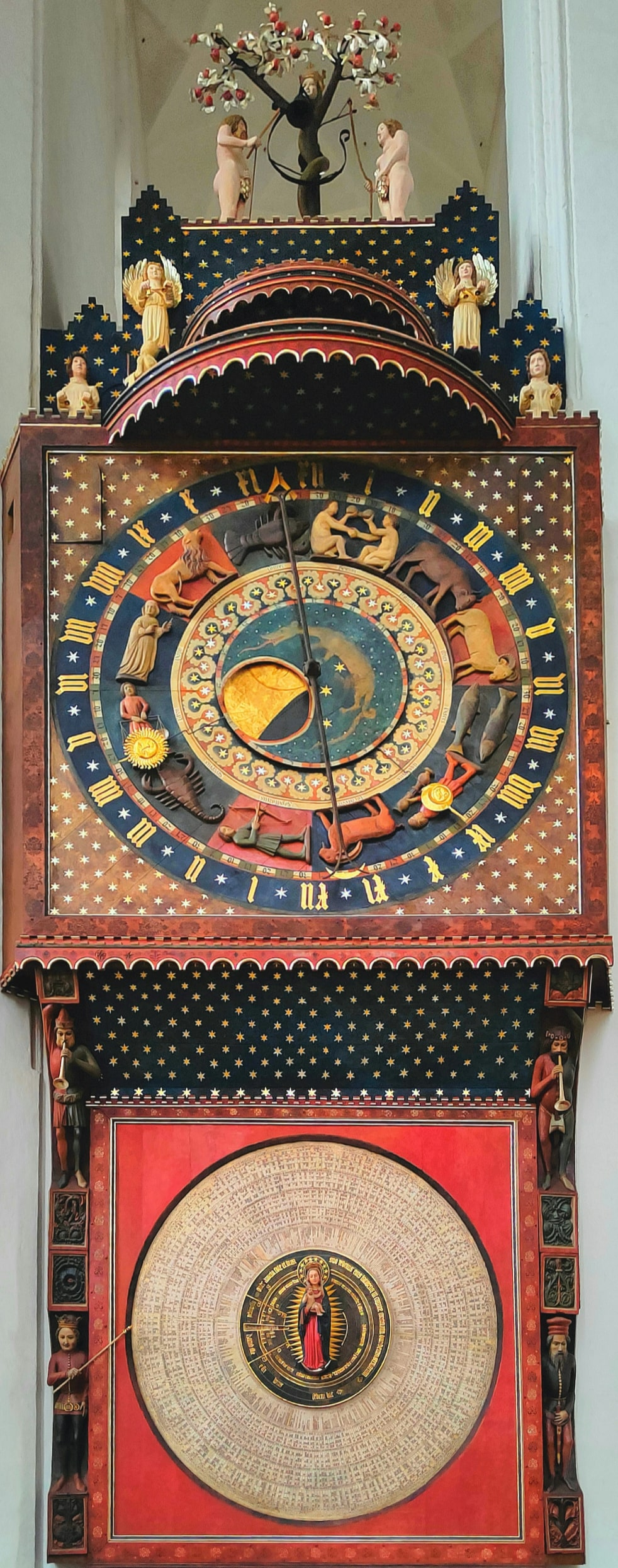
Reloj astronómico de Gdansk.
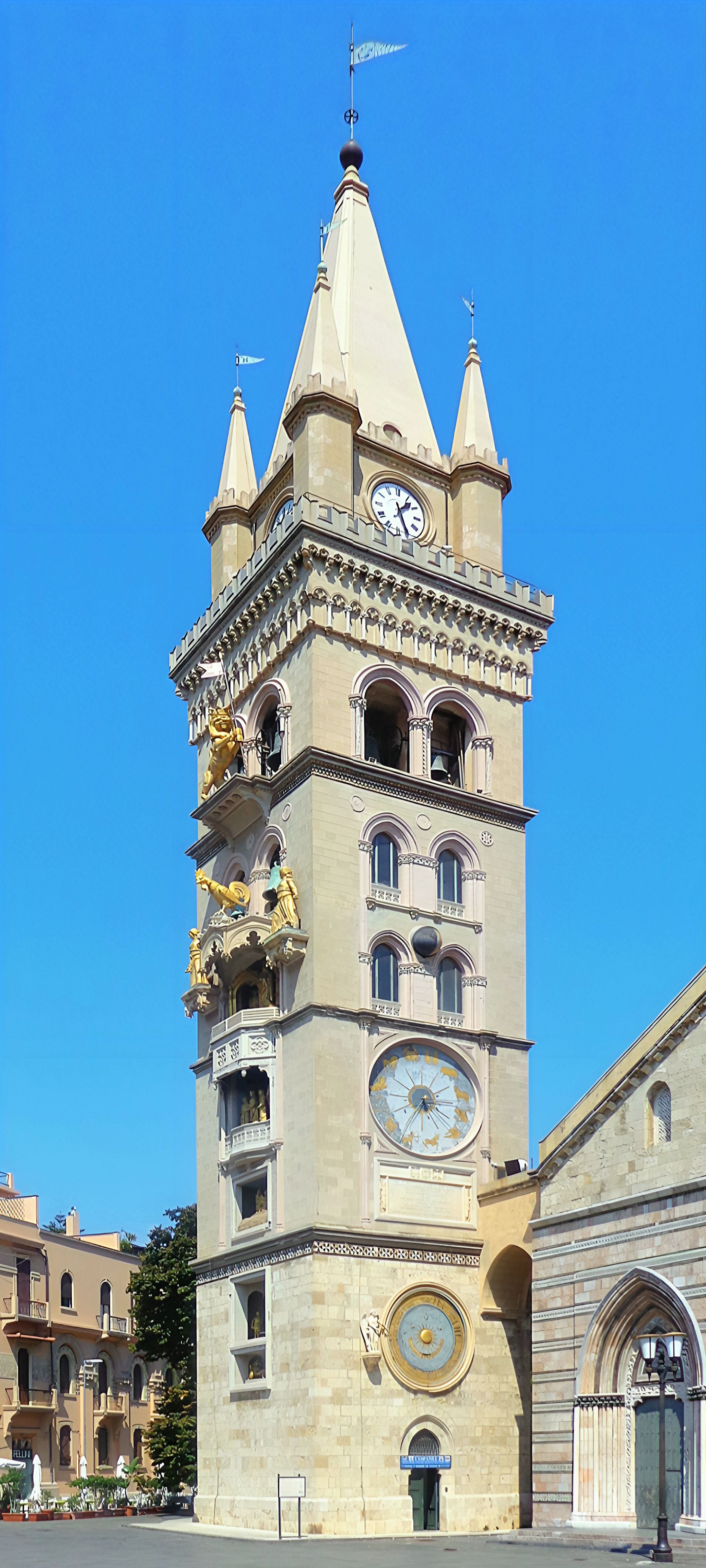
Reloj astronómico de Mesina.
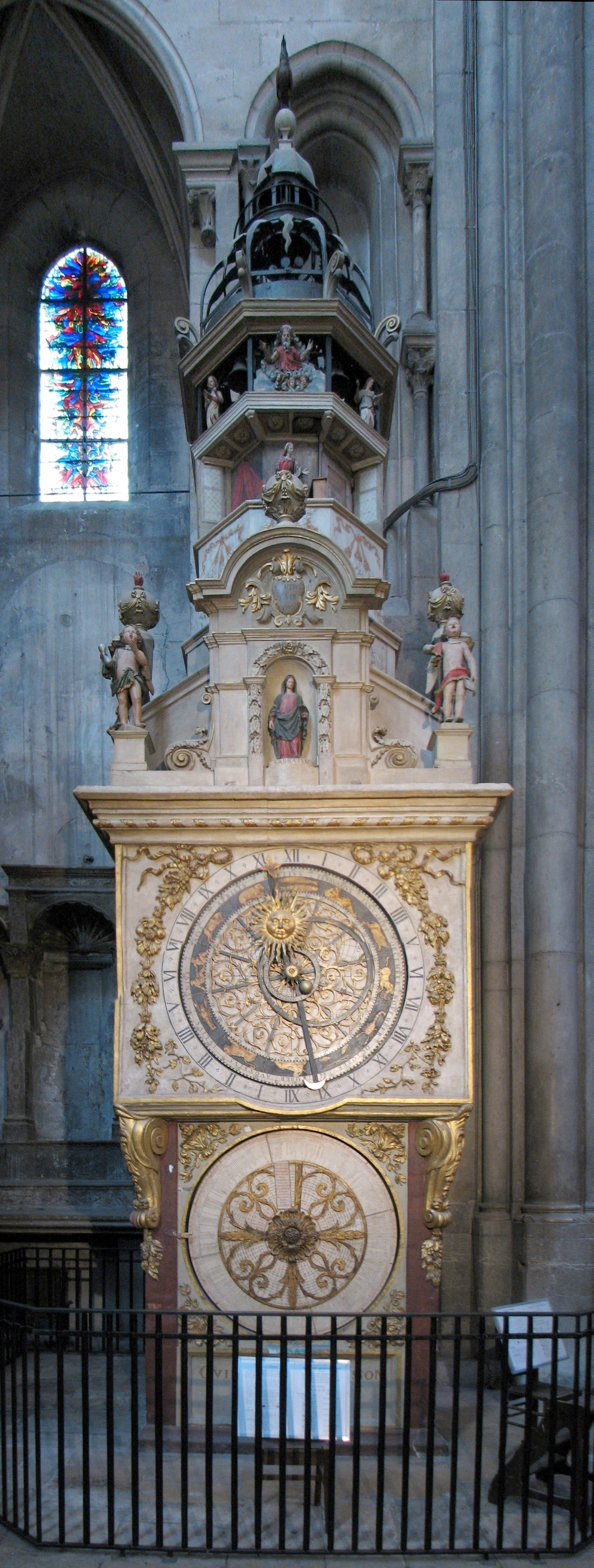
Reloj astronómico de la Primatiale Saint-Jean (Lyon).
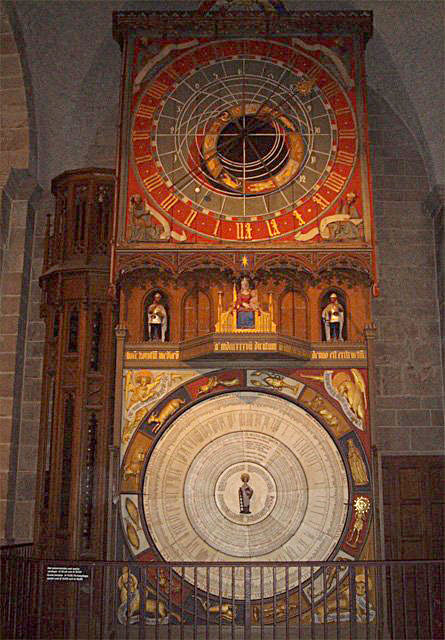
Reloj astronómico de la Catedral de Lund.
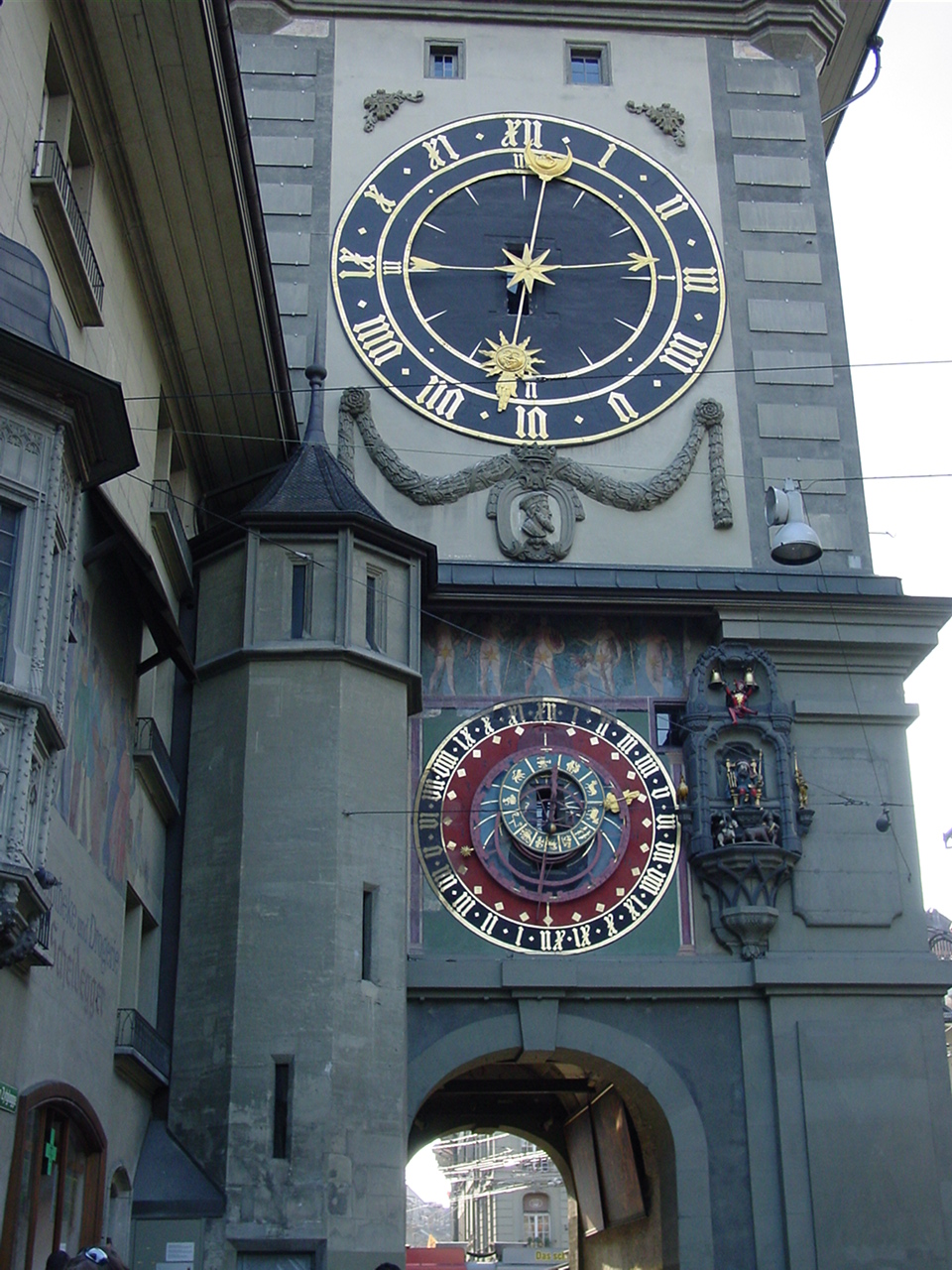
La Zytglogge de Berna en Suiza.
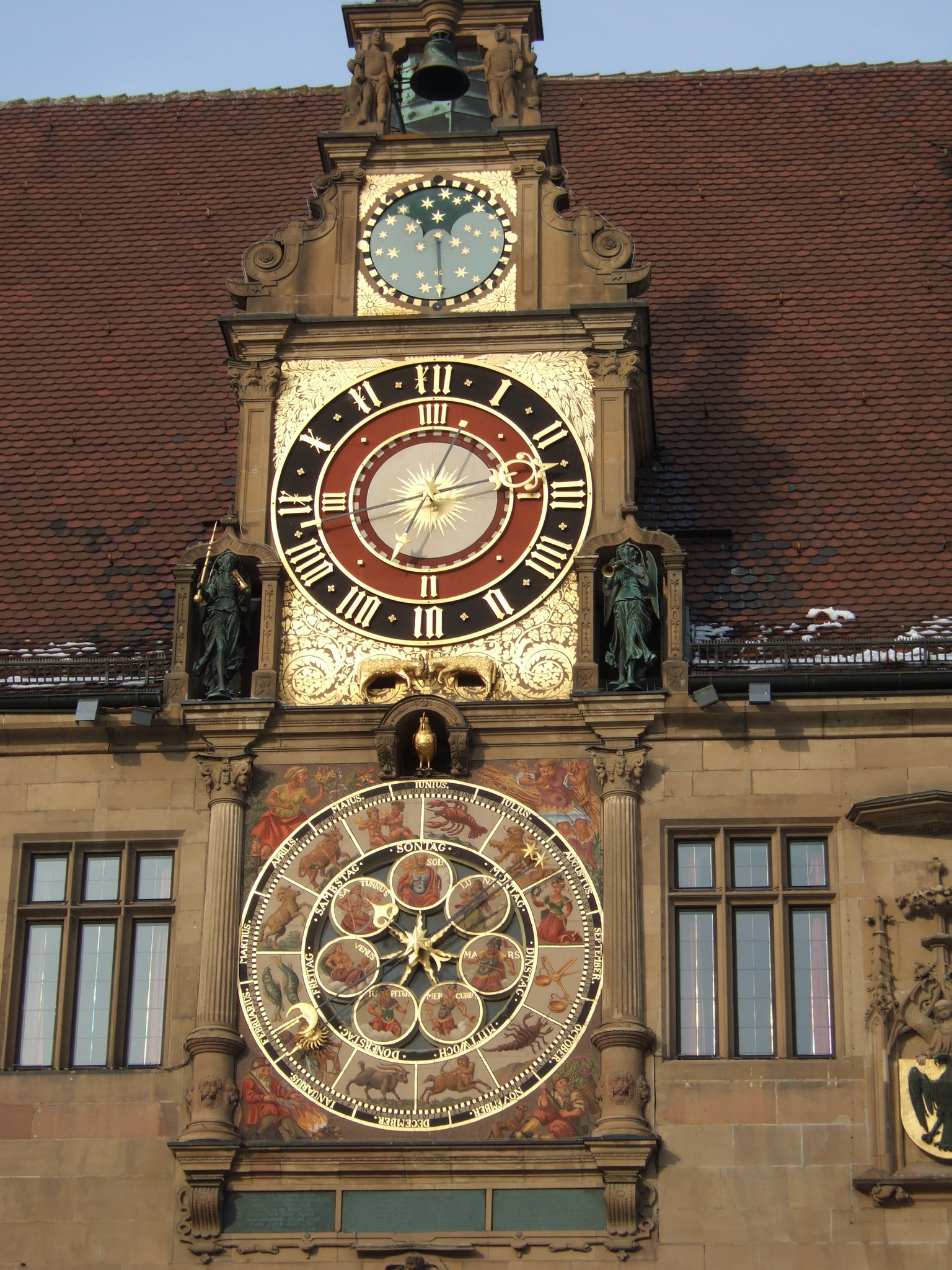
Reloj astronómico del ayuntamiento de Heilbronn en Alemania.
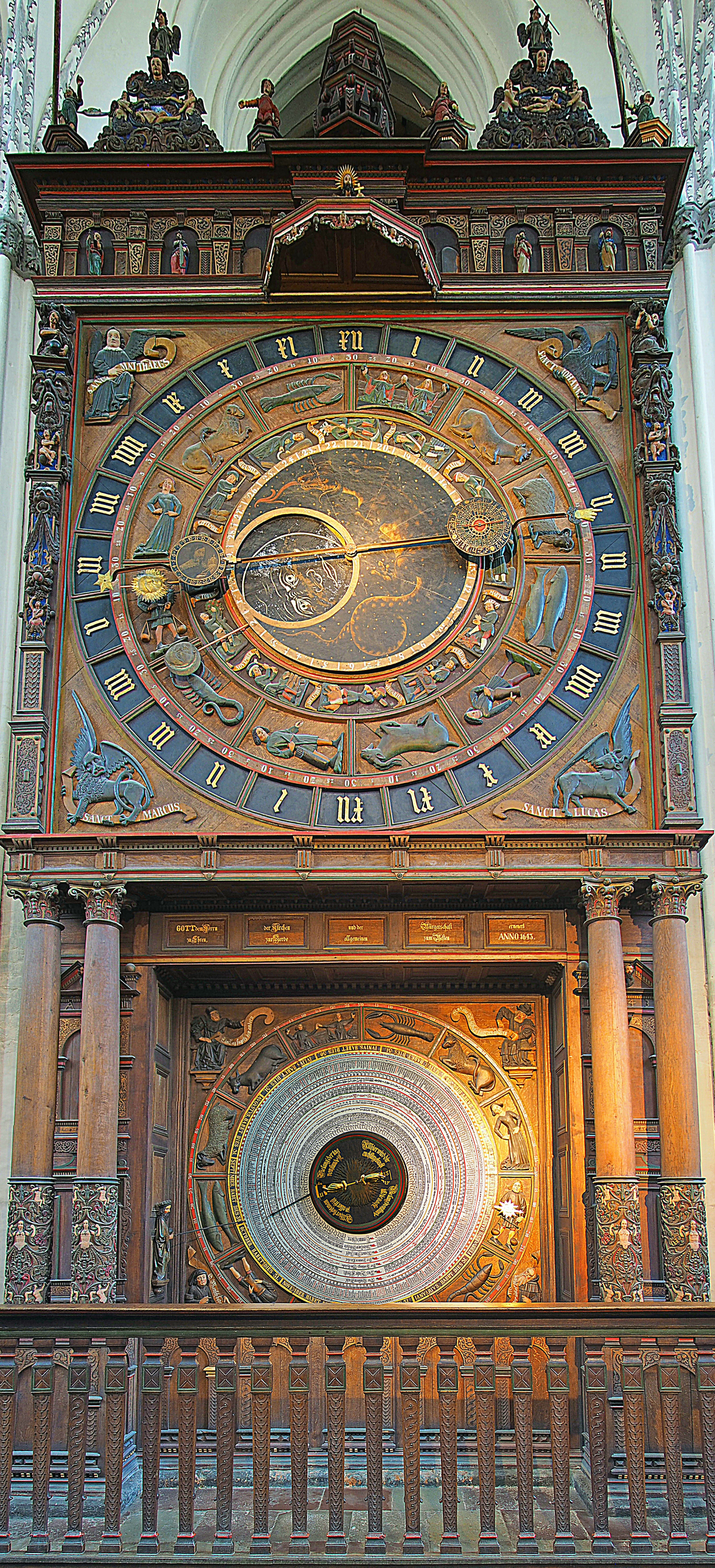
Reloj astronómico de Rostock.
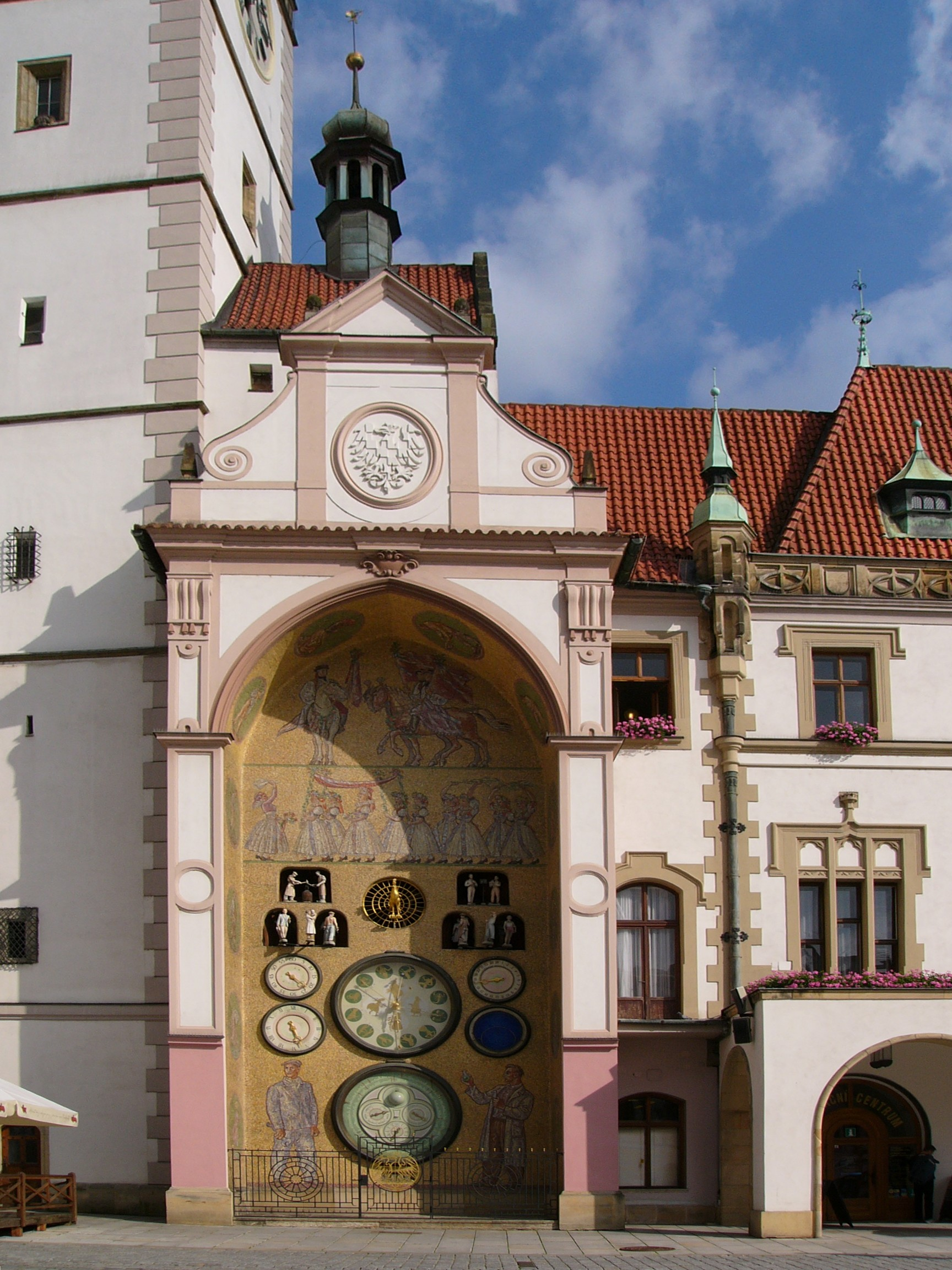
Reloj astronómico de Olomouc en Chequia.
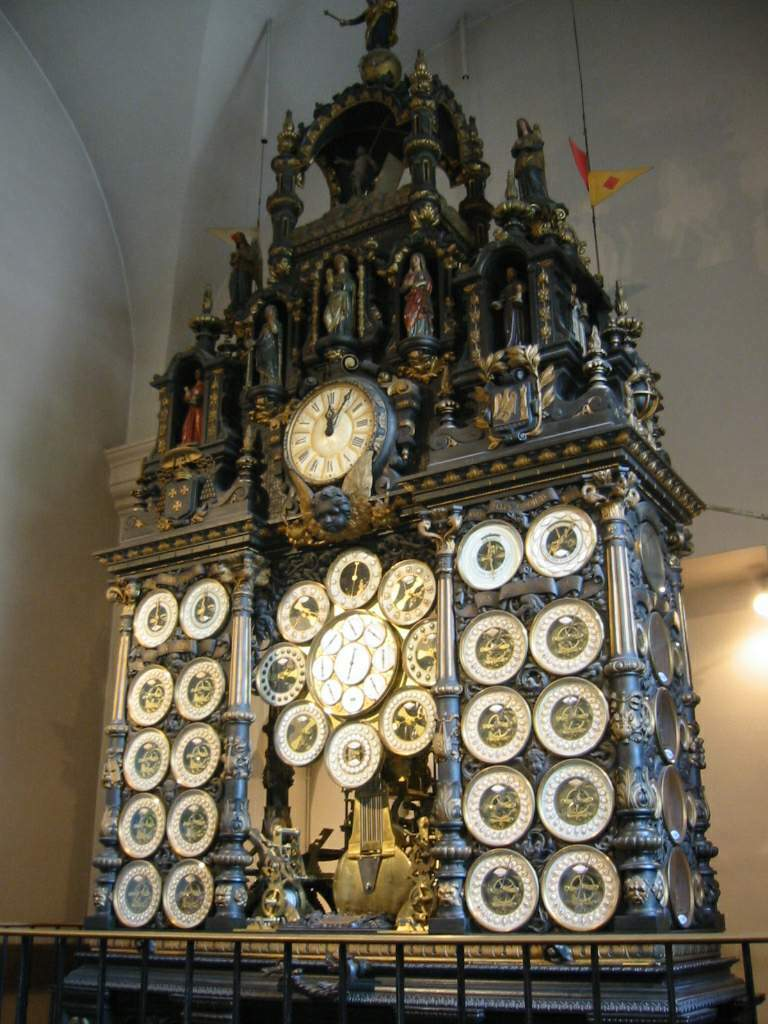
Reloj astronómico de Besançon.
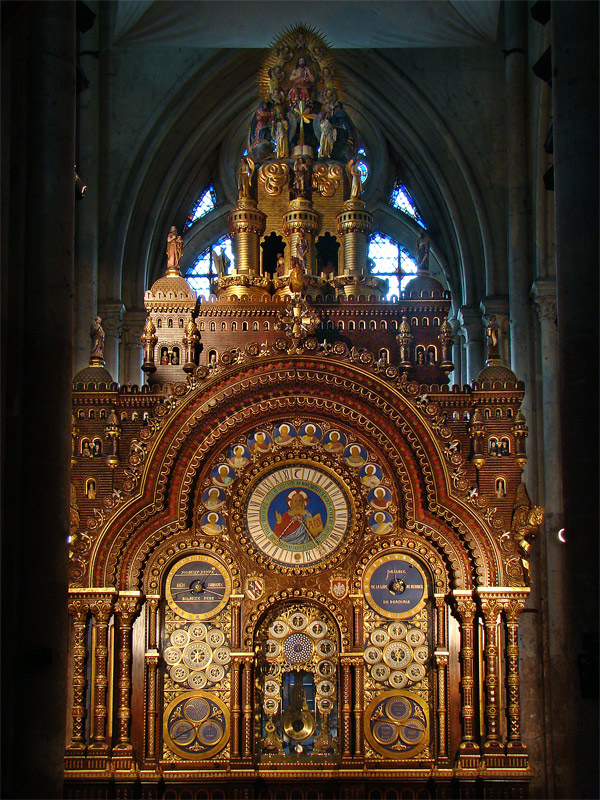
Reloj astronómico de Beauvais.
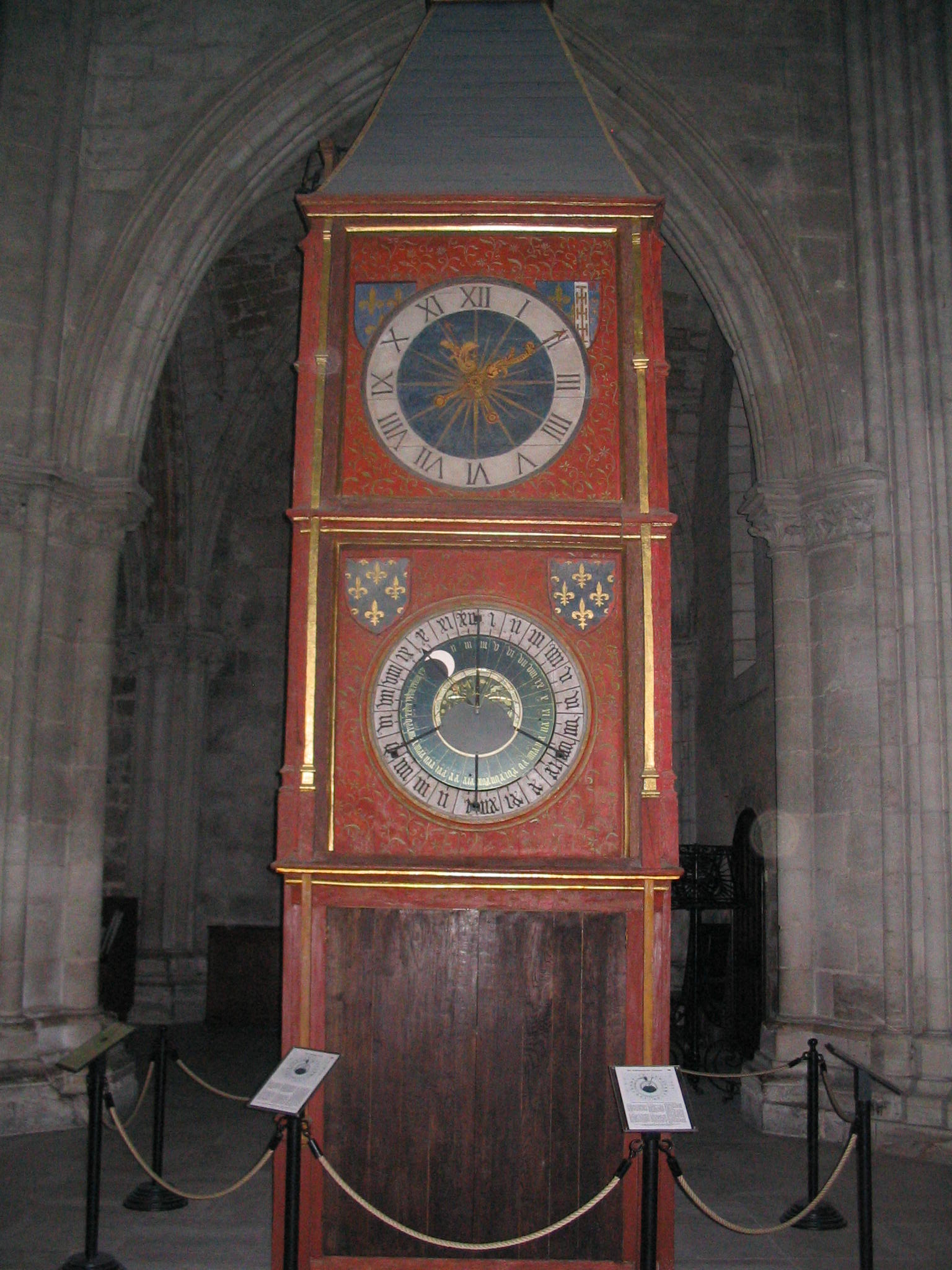
Reloj astronómico de la Catedral de Saint-Étienne de Bourges (hecho en 1424, es el más antiguo de los relojes conservados en Francia).
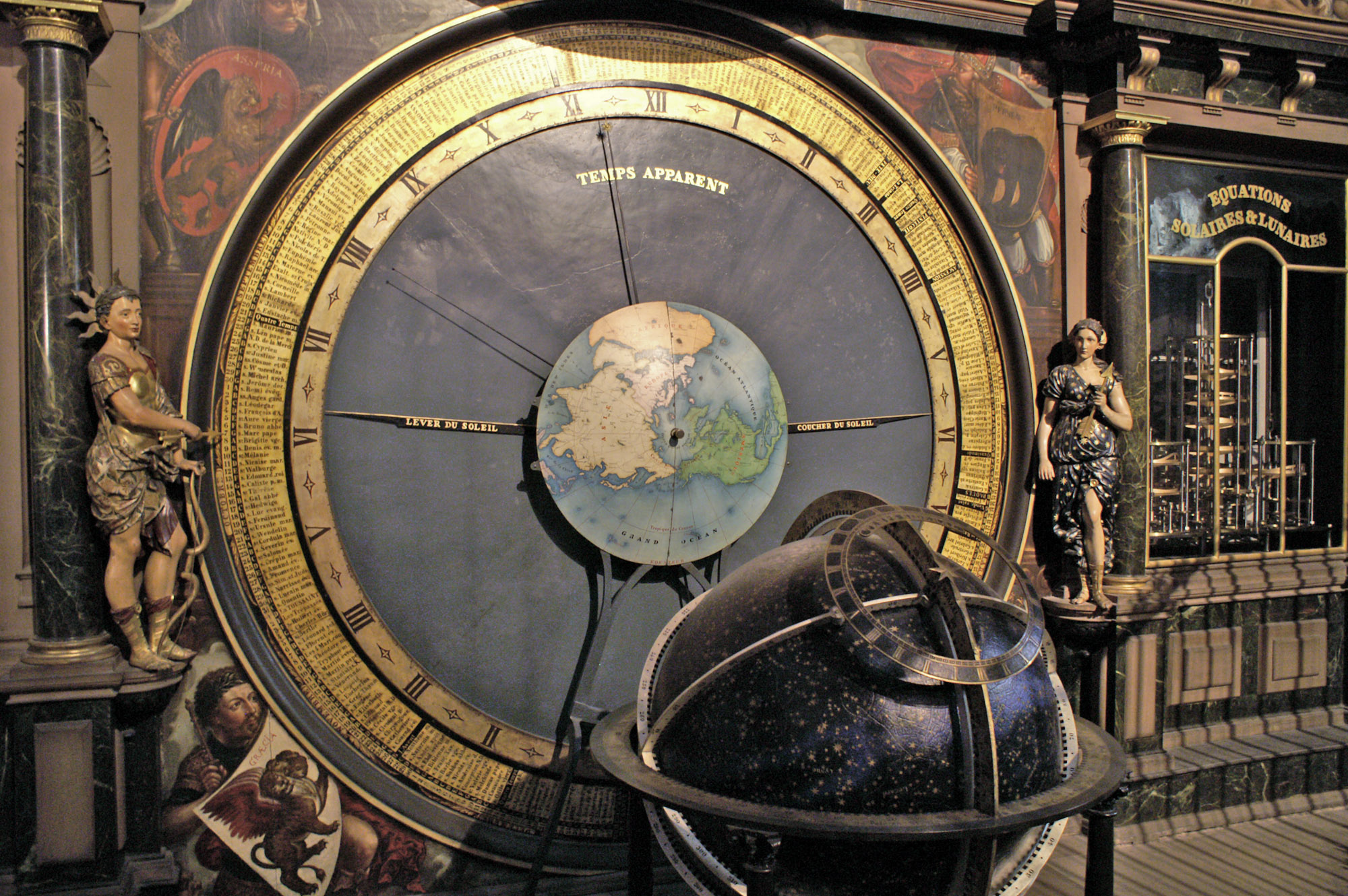
Reloj astronómico de la Catedral de Notre-Dame de Estrasburgo.
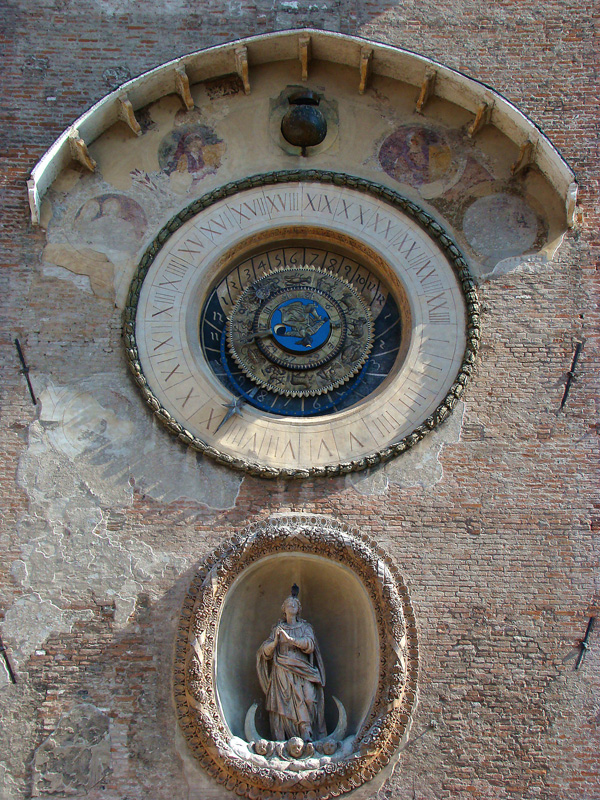
Reloj astronómico de Mantua en Italia.
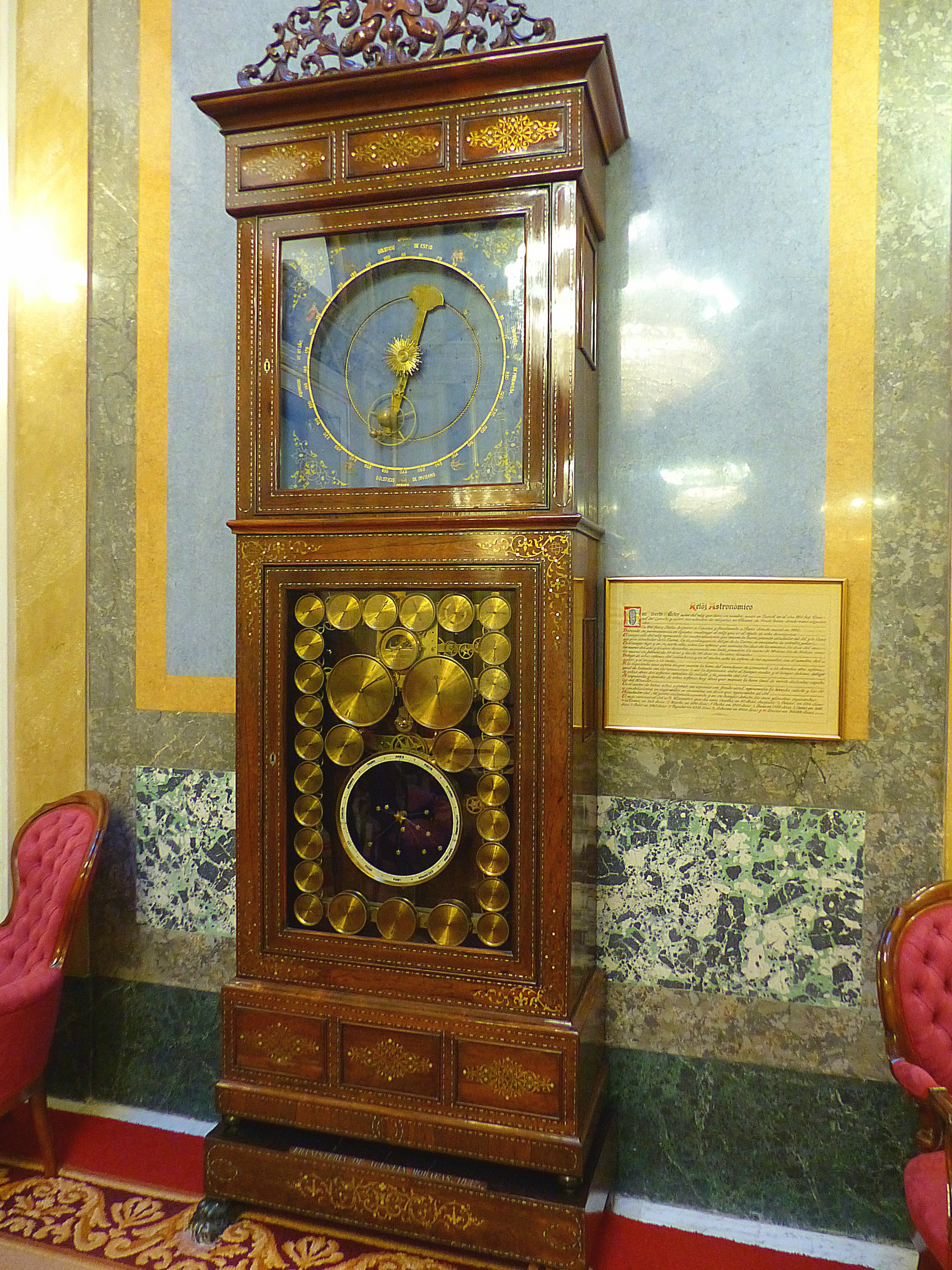
Reloj astronómico del Congreso de los Diputados (España).

## Enlaces
- Horloge astronomique de Besançon
- L'Europe des horloges astronomiques - Mapa

- Datos: Q5275
- Multimedia: Astronomical clocks / Q5275